# Momo Hirai
Momo Hirai (japanska: 平井 もも, 平井 桃), känd som Momo (koreanska: 모모; japanska: モモ), född 9 november 1996 i Kyotanabe, Kyoto, Japan, är en japansk sångare, rappare och dansare, baserad i Sydkorea. Hon är medlem i den sydkoreanska tjejgruppen Twice under JYP Entertainment och medlem av dess underenhet MiSaMo.

## Biografi

### Uppväxt
Momo Hirai föddes i Kyōtanabe i Kyoto prefektur i Japan. Hon började dansa vid tre års ålder, tillsammans med sin äldre syster, Hana.
Momo fick tidigt exponering för den sydkoreanska musikindustrin, och medverkade i en musikvideo för Lexy 2008 och i talangshowen Superstar K år 2011. Momo och hennes syster sågs ursprungligen av JYP Entertainment i en onlinevideo 2012. De ombads båda att provspela, även om bara Momo blev framgångsrik, vilket fick henne att flytta till Sydkorea i april 2012. Innan hon gick med i Twice dansade hon i ett antal musikvideor som "K-Pop trainee". 2015 deltog Momo i den sydkoreanska dokusåpan Sixteen, skapad av JYP Entertainment och samproducerad av Mnet. Hon blev initialt eliminerad från showen men togs tillbaka av Park Jin-young i slutet för att bli en del av den slutliga lineupen av tjejgruppen Twice, på grund av hennes prestationsförmåga.

### Debut med Twice och MiSaMo
I oktober 2015 debuterade Momo officiellt som medlem i Twice med släppet av deras första extended play (EP), The Story Begins, och dess ledande singel "Like Ooh-Ahh". Den 9 februari 2023 tillkännagav JYP att Momo, tillsammans med bandkompisarna Sana och Mina, officiellt kommer att debutera i Japan den 26 juli som en underenhet vid namn MiSaMo med EP:n Masterpiece. Innan trions debut, den 25 januari, släppte de låten "Bouquet" som en del av soundtracket till TV Asahis dramaserie Liaison: Children's Heart Clinic.